# Maccabi Tel Awiw (koszykówka)
Maccabi Tel Awiw – izraelski zawodowy klub koszykarski z siedzibą w Tel Awiwie. Najbardziej utytułowany klub w historii izraelskiej koszykówki, który w swojej historii kilkukrotnie zmierzył się towarzysko z zespołami z NBA.
Od 1 lipca 2008 sponsorem tytularnym klubu jest firma Electra.
W barwach klubu grało wiele koszykarskich osobistości, m.in. Oded Katasz, Anthony Parker, Ariel McDonald, Nate Huffman, Maceo Baston, Šarūnas Jasikevičius, Carlos Arroyo, Nikola Vujčić, Beno Udrih, Wendell Alexis czy Marcus Fizer.

## Mecze z polskimi zespołami
Zepter Idea Śląsk Wrocław →
W ramach Euroligi (jeszcze jako Suproligi, przed połączeniem się z Pucharem Saporty) w sezonie 2000/01 Maccabi spotkało się z Zepterem Ideą Śląskiem w 1/8 finału.
- 27 marca 2001 roku, Tel Awiw-Jafa – Maccabi wygrywa 81:75[2]
- 29 marca 2001 roku, Hala Ludowa – Maccabi wygrywa 85:62[3]

Idea Śląsk Wrocław →
W ramach Euroligi w sezonie 2001/02 Maccabi spotkało się z Ideą Śląskiem w rozgrykach grupowych.
- 18 października 2001 roku, Hala Ludowa – Śląsk wygrywa 79:65[4]
- 20 grudnia 2001 roku, Tel Awiw-Jafa – Maccabi wygrywa 75:56[5]

## Mistrzowskie składy Maccabi

### Skład w Eurolidze 1976-77
Eric Menkin
Shuki Schwartz
Tal Brody
Matti Aroesti
Aulcie Perry
Miki Berkowicz
Hanan Indibo
Bob Griffin
Lou Silver
Moshe Hershowitz
Eyal Yaffe
Jim Boatwright
trener Ralph Klein

### Skład w Eurolidze 1980-81
Amnon Jarach
Shuki Schwartz
Hanan Dobrish
Matti Aroesti
Aulcie Perry
Miki Berkowicz
Hanan Keren
Shmuel Zysman
Lou Silver
Moshe Hershowitz
Earl Wlliams
Jim Boatwright
trener Rudy D’Amico

### Skład w Suprolidze 2000-01
Henefeld
Brisker
Sharp
Huffman (MVP Suproligi)
Parker
Shelef
Burstein
Savion
Radović
Čurčić
McDonald (MVP Final Four)
Sternlight
trener Gerszon

### Skład w Eurolidze 2003-04
Avraham Ben Chimol
Maceo Baston
Derrick Sharp
Nikola Vujčić
Anthony Parker (MVP Final Four)
Guf Shelef
Tal Burstein
Jotam Halperin
Šarūnas Jasikevičius
Bruno Sundov
Deon Thomas
Dawid Bluthenthal
trener Pini Gerszon

### Skład w Eurolidze 2004-05
Assaf Dotan
Maceo Baston
Derrick Sharp
Nikola Vujčić
Anthony Parker
Guf Shelef
Tal Burstein
Jotam Halperin
Šarūnas Jasikevičius (MVP)
Nestoras Kommatos
Janiw Green
trener Pini Gerszon